# Corna Imagna
Corna Imagna [ˈkɔrna iˈmaɲ(ː)a] (San Simù [sansiˈmu] o Corna Imagna in dialetto bergamasco) [ˈkoɾna iˈmaɲa] è un comune italiano di 927 abitanti della provincia di Bergamo in Lombardia.

## Geografia fisica
Situato sul versante sinistro della valle Imagna, dista circa 27 chilometri a nord-ovest dal capoluogo orobico.

## Origini del nome
Il toponimo trova origine nella parlata locale, il dialetto bergamasco. Difatti il termine Corna sta ad indicare una roccia, per cui il significato sarebbe di paese costruito sulla roccia, è infatti posto sulle pendici dell'altura che divide le valli Imagna da quella di Brembilla.
Il toponimo Corna faceva riferimento nell'Ottocento a due contrade divise da alcuni terreni poste in prossimità della chiesa dei Santi Simone e Giuda.

## Storia
Non sono molte le notizie storiche che riguardano il paese di Corna Imagna. Il primo documento risale al 1202, quando viene citato in un atto di “calcazione” del vescovo di Bergamo Lanfranco che chiese di definire la zona del territorio di proprietà del vescovado. Il documento indica il territorio con inizio presso Brancilione vicino al fiume Imagna e la vallis bonzonis fino a ad cornam que est super cornam fino alla valle detta Capretta. albericus albertus nusentri, è considerato il primo abitante del territorio citato negli atti.
Posto in posizione defilata rispetto ai principali centri, ha sempre mantenuto le caratteristiche del piccolo borgo montano, con i propri abitanti per lo più dediti a vivere di ciò che la natura forniva loro. Conseguentemente le attività principali sono sempre state quelle del pastore, dell'allevatore, del boscaiolo e del carbonaio, ovvero colui che trasformava la legna in carbone vegetale. Si potevano poi trovare mastri artigiani dediti ad attività meno diffuse localizzabili solamente lungo i corsi d'acqua dove tramite mulini e torchi si trasformavano le materie prime. Tra questi da citare le ormai da tempo scomparse attività in località Valle Tinella e Brancilione.
Le origini del paese dovrebbero comunque risalire al periodo medievale quando il territorio, fino ad allora scarsamente antropizzato, vide un incremento abitativo dovuto alle lotte tra guelfi e ghibellini.
Queste infatti costringevano alcuni esponenti dell'una o dell'altra fazione (nonostante la valle fosse considerata una sorta di feudo guelfo) ad abbandonare i propri luoghi d'origine e di trasferirsi in posti al riparo dalle persecuzioni avverse, tra cui appunto la zona di Corna Imagna.
Gli abitanti stessi infatti, cercarono quindi di mantenersi estranei alle dispute di potere, cosa che garantì loro tranquillità al riparo da scontri e ritorsioni sia durante le suddette lotte, sia dopo l'avvento della Repubblica di Venezia. Nel periodo della Serenissima il borgo si ritagliò un discreto spazio in ambito amministrativo, essendo posto a sede della gestione giuridica di tutti i paesi della valle, con il giusdicente residente proprio nel paese.
I secoli successivi non videro fatti di rilievo coinvolgere la piccola comunità che, forte del proprio isolamento, seguì le vicende del resto della provincia senza parteciparvi in modo diretto.
Si trovò quindi annessa alla Repubblica Cisalpina che, come riportato da documenti del tempo, requisì un buon numero di oggetti preziosi custoditi nella chiesa parrocchiale intitolata ai santi Simone e Guida Taddeo per sopperire alla mancanza di denaro dell'amministrazione.

### Simboli
Lo stemma e il gonfalone del comune sono stati concessi con decreto del presidente della Repubblica dell'8 settembre 1983.
Il gonfalone è un drappo troncato di giallo e d'azzurro.
La collina rappresenta i rilievi alpini che circondano il paese e allude alla roccia, significato del toponimo corna; il fiume azzurro è il torrente Imagna che scorre nel territorio di Corna Imagna; il libro aperto simboleggia, secondo la documentazione ufficiale che accompagna la richiesta di concessione dello stemma, "la radicata tradizione degli abitanti del paese che da secoli si sforzano di dare una solida e colta educazione ai propri figli".

## Monumenti e luoghi d'interesse
La chiesa dei Santi Simone e Giuda Taddeo venne edificata nel corso del XVI secolo, quando la parrocchia si rese autonoma dai paesi vicini, e totalmente ricostruita nel 1927 su progetto dell'architetto Giulio Paleni; in essa sono custodite opere provenienti dal vecchio edificio di culto: tra queste vi sono dipinti e affreschi di buon pregio, tra cui spicca quella del Chizzoletti.
Altri edifici degni di menzione sono: la chiesetta di San Domenico intitolata a Domenico di Guzmán, posta in località Canito, costruita nel 1739 su richiesta dei fratelli Sante e Antonio Moreschi, nativi della contrada e da tempo residenti in Bologna, accolta positivamente, oltre che dalla curia di Bergamo, anche dal Doge di Venezia, per soddisfare le richieste degli abitanti della zona distanti dall'all'epoca parrocchia di riferimento in Locatello più di 2 km; e la chiesetta, situata all'ingresso del comune, nella contrada di Brancilione eretta nel 1663 per volontà del reverendo Giovanni Locatelli membro della famiglia Locatelli della contrada a ringraziamento dello scampato pericolo alla peste del 1630 che dimezzò la popolazione del nucleo. La chiesa è intitolata a Sant'Antonio da Padova, ma per i locali viene associata a sant'Antonio abate di immagine protettrice più vicina all'economia di queste terre.
Per quanto riguarda il patrimonio architettonico meritano sicuramente un cenno le contrade di: Ca' Gavaggio, Feniletti, Ca' Berizzi e Grumello del Becco.
Qui troviamo edifici che mantengono ancora il carattere unico dei fabbricati di una volta con i tipici tetti in piöde (lastre di pietra locale) della valle nonché la singolare disposizione delle tradizionali abitazioni dove un unico portone di ingresso è posto quasi a protezione della corte interna sulla quale si affacciano più edifici.

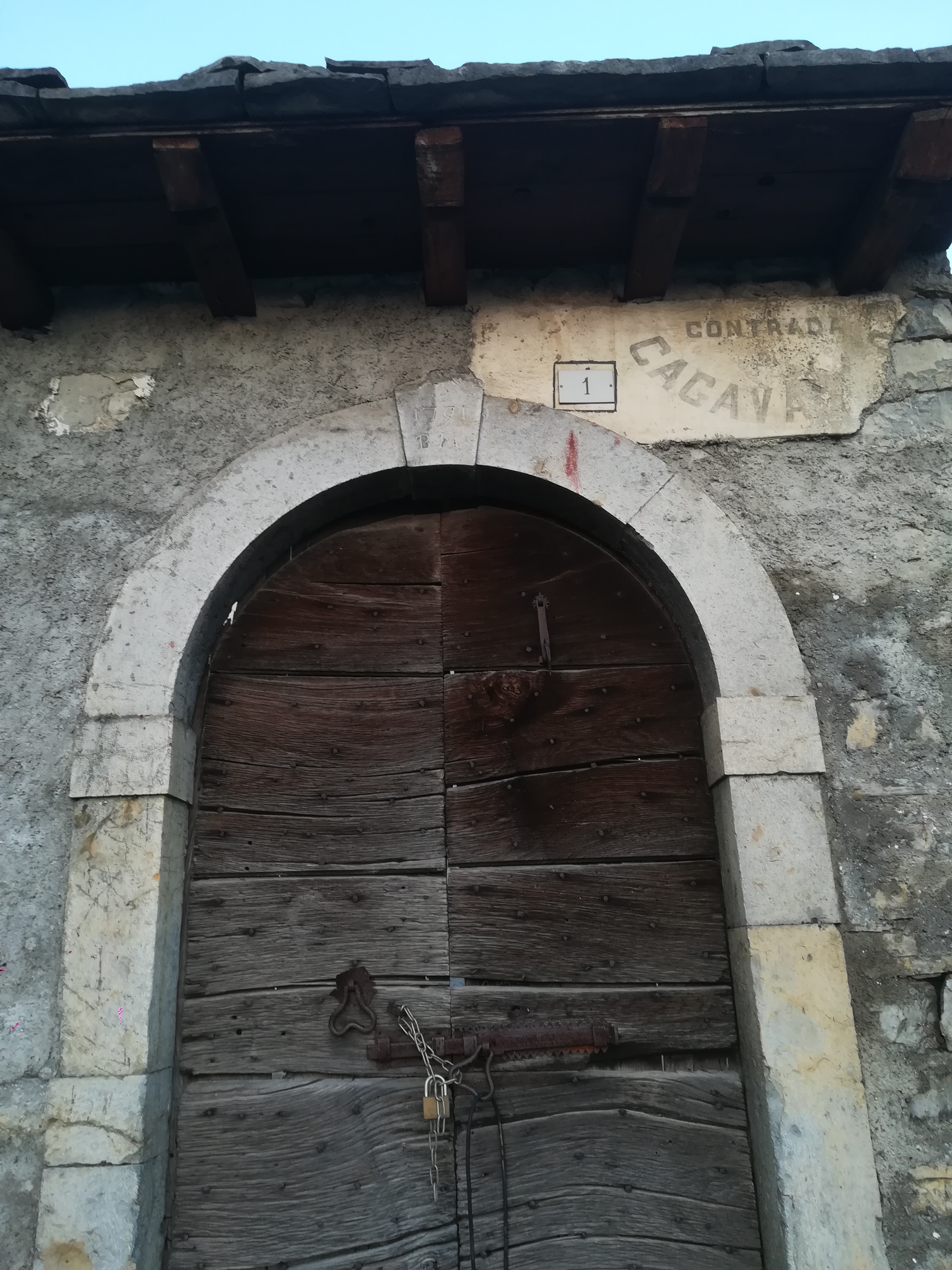
Particolare portone d'ingresso contrada Ca' Gavaggio

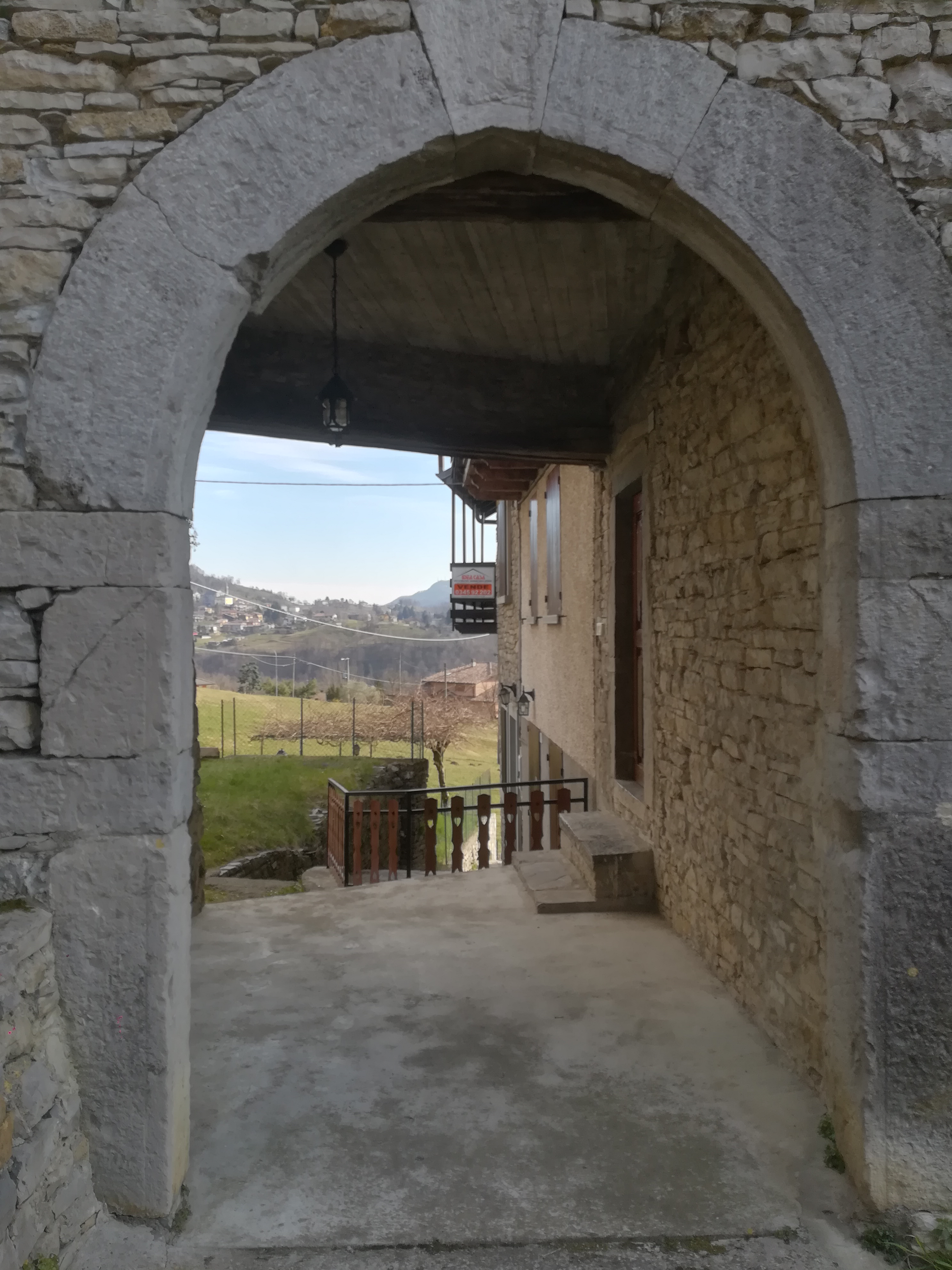
Scorcio su Selino Alto dalla contrada Grumello del Becco

Per quanto riguarda le vie di comunicazione sul territorio è ancora possibile seguire le antiche mulattiere che connettono e attraversano le varie contrade raggiungendo tutti i centri abitati del comune. Per permettere al viandante di attraversare i vari corsi d'acqua queste importanti vie di collegamento sfruttavano la presenza di ponti costruiti appositamente con l'utilizzo di pietra locale. Da citare:
- il Ponte della Tinella, nella valle che segna il confine con Locatello;
- il Ponte di Malisetti sul torrente Rosagatto sempre al confine con Locatello;
- il Ponte del Gandino che permette di raggiungere l'omonima contrada sul territorio di Sant'Omobono Terme.Il Ponte del Gandino, dopo un recente restauro, mette in comunicazione le contrade di Cilipiano con quella di Gandino situata nella frazione Selino Alto di Sant'Omobono Terme. Anche la mulattiera che ne usufruisce è stata di recente ripristinata permettendo di nuovo il transito in questo angolo della valle.

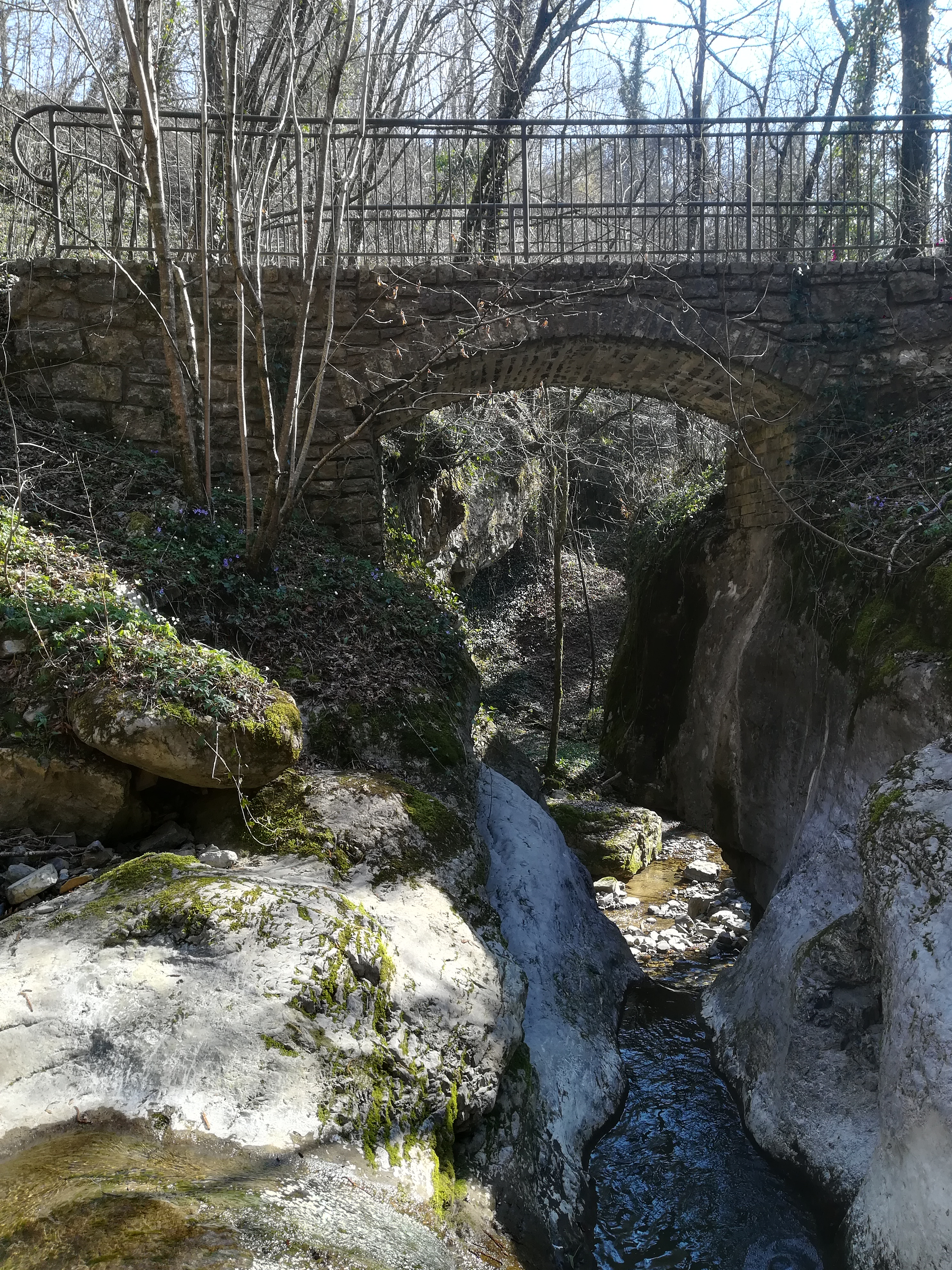
Il Ponte del Gandino, dopo un recente restauro, mette in comunicazione le contrade di Cilipiano con quella di Gandino situata nella frazione Selino Alto di Sant'Omobono Terme. Anche la mulattiera che ne usufruisce è stata di recente ripristinata permettendo di nuovo il transito in questo angolo della valle.

## Società

### Evoluzione demografica
Abitanti censiti

## Amministrazione
| Periodo        | Periodo        | Primo cittadino    | Partito                           | Carica  | Note |
| -------------- | -------------- | ------------------ | --------------------------------- | ------- | ---- |
| 14 giugno 2004 | 7 giugno 2009  | Lodovico Locatelli | lista civica                      | Sindaco |      |
| 8 giugno 2009  | 25 maggio 2014 | Antonio Carminati  | lista civica "Dire fare cambiare" | Sindaco |      |
| 26 maggio 2014 | in carica      | Giacomo Invernizzi | lista civica "Dire fare cambiare" | Sindaco |      |